# الفحم النباتي في الغذاء

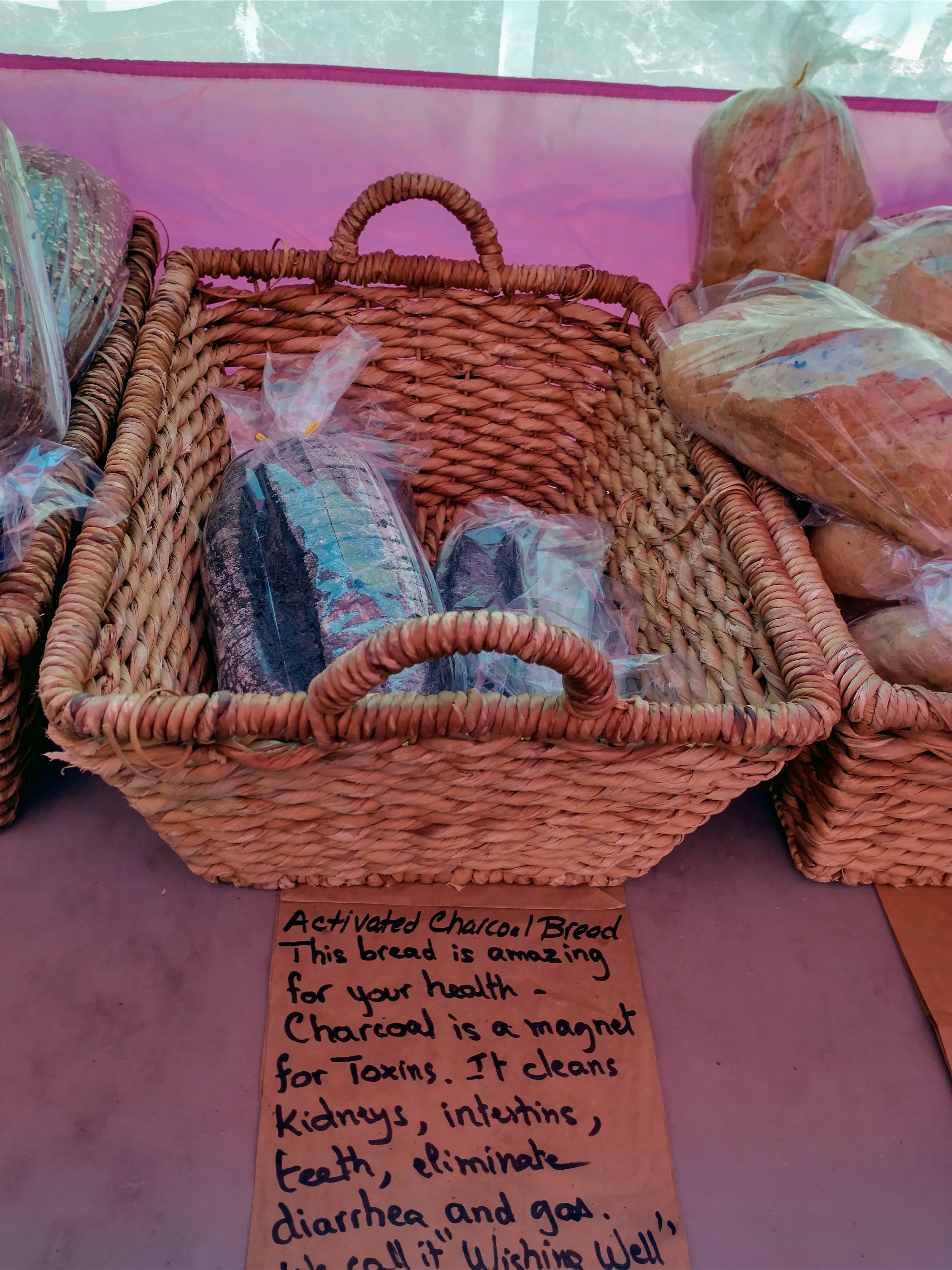
خبز الفحم النباتي المنشط للبيع في سوق المزارعين.

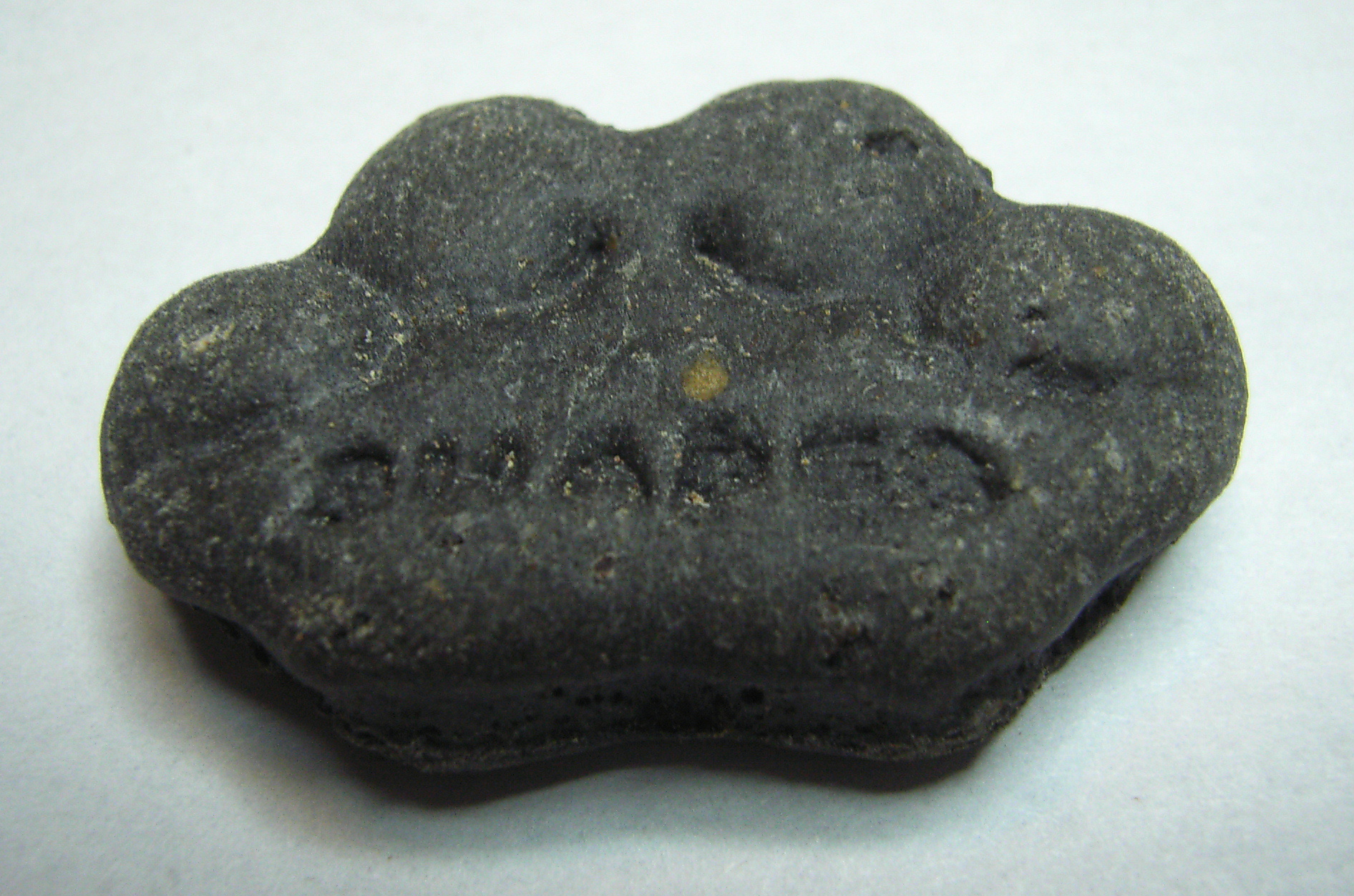
بسكويت بالفحم النباتي

يستخدم الفحم النباتي في الطعام لتلوينه باللون الأسود وكذلك للفوائد الصحية كما يزعم.
يستخدم الفحم/ الفحم النباتي المنشط كعنصر غذائي. يصنع هذا عادة من قشرة الخيزران أو جوز الهند. حيث أنه يضيف على الطعام طعما ترابي مدخن ولوناً أسود يضيف مظهرا أنيقا ومميزا.
تعود فوائد الفحم النباتي الصحية إلى العصور الكلاسيكية، وذلك عندما أوصى به أبقراط وبليني في حالات مثل مرض الجمرة الخبيثة والدوار. الفحم النباتي النشط يمتص المواد الكيميائية وبالتالي قد يرتبط بكل من السموم والعناصر الغذائية الحيوية مثل الفيتامينات ؛ ومفعوله قد يجعل الأدوية أقل فعالية. لذلك فإن آثاره واسعة النطاق وعشوائية أيضا.
وقد كان للطهاة وتجار المواد الغذائية الأسبقية في استخدام الفحم النباتي في الغذاء من أمثال: فيران أدريا، برغر كينغ، رينيه ريدزيبي، سيمون روغان ويتروز.
الفحم النباتي المنشط هو المكون الأساسي في الآيس كريم الأسود، والذي يتم تقديمه غالبًا مع مخروط أسود يحتوي أيضًا على الفحم النباتي. وعادةً ما يحتوي الآيس كريم على نكهات أخرى مثل الهورتشاتا واللوز وجوز الهند لإخفاء طعم الفحم.